# EV Aalst
Maillots
L' EV Aalst est un ancien club belge de handball, situé à Alost en province de Flandre-Orientale. Ce fut la section handball du SC Eendracht Alost.

## Parcours
Promu en 1965, le club évolue alors plusieurs dans l'élite jusqu'en 1975